# Carlos Rotalde
Carlos Rotalde González del Valle (Lima, 22 de enero de 1886-Callao, 10 de julio de 1974) fue un marino peruano que fue ministro de Marina y Aviación en dos ocasiones (1930-1931 y 1933-1935).

## Biografía
Hijo del doctor Felipe Rotalde y Carolina González del Valle. Su padre fue el cirujano principal en el monitor Huáscar, durante la Guerra del Pacífico.
En 1900 ingresó a la Escuela Naval, de donde egresó como guardiamarina en 1905. Se entrenó en la escuadra estadounidense. Luego pasó a la Escuela Naval (1909) y a la Capitanía de Puerto de Iquitos (1917).
Fue sucesivamente jefe de la Flotilla de Loreto, adjunto a la Misión Naval Americana (1920), jefe de Estado Mayor de la Escuadra (1926) y comandante de la Base Naval de San Lorenzo (1928).

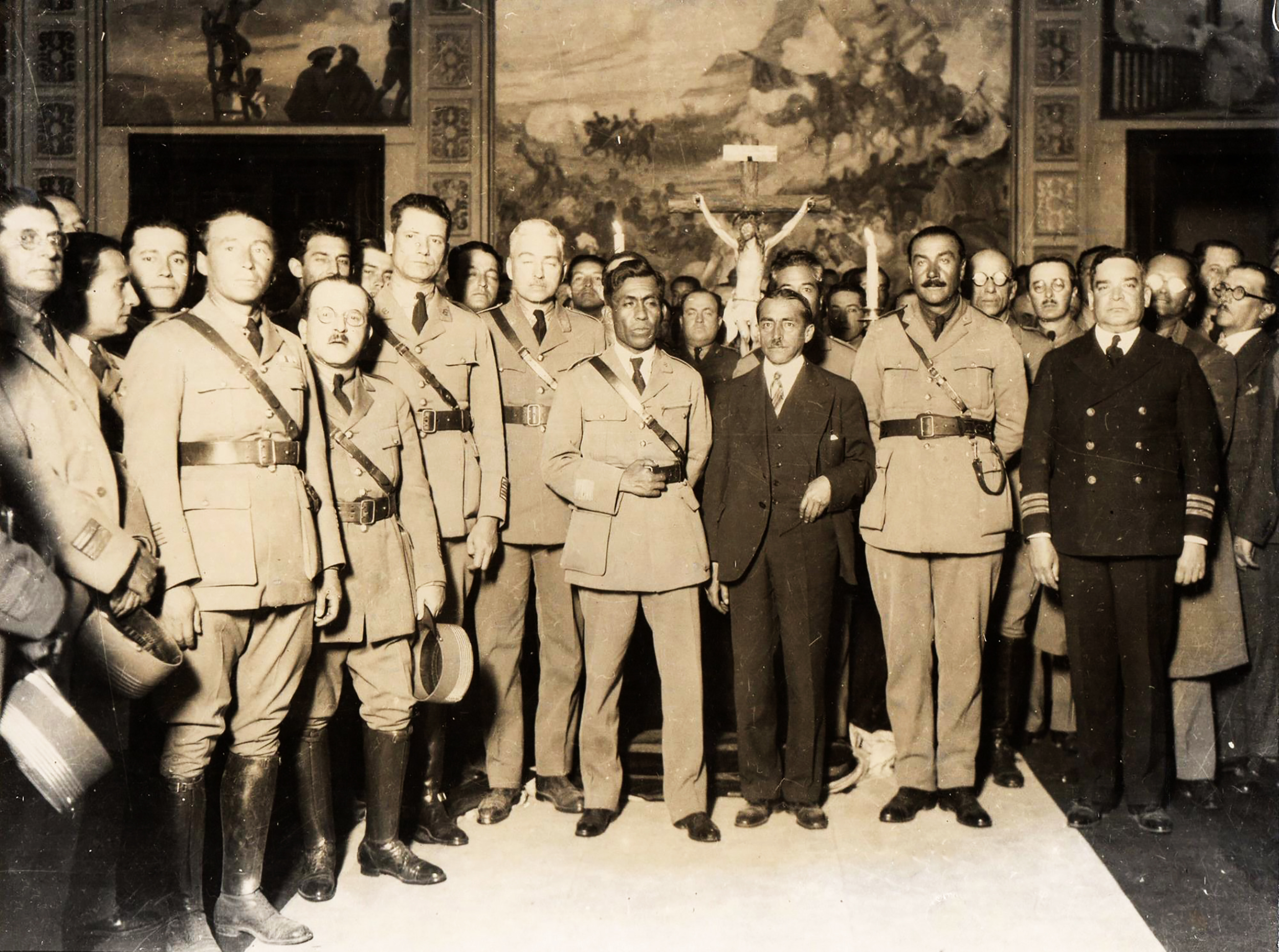
La Junta Militar de Gobierno presidida por el teniente coronel Luis M. Sánchez Cerro, luego de su juramentación, el 27 de agosto de 1930. Carlos Rotalde, como ministro de Marina y Aviación, es el último de izquierda a derecha.

Tras el derrocamiento del presidente Augusto B. Leguía, fue secretario o ministro de Marina y Aviación en la Junta Militar de Gobierno de 1930 que presidió el comandante Luis Sánchez Cerro. Se mantuvo en el cargo al producirse la reorganización del gabinete ministerial en febrero de 1931, hasta la renuncia de Sánchez Cerro y de la Junta Militar en pleno, en marzo de ese año. Luego fue director de la Escuela Naval (1931) y comandante general de la Marina (1932).
Durante el segundo gobierno del general Óscar R. Benavides fue nombrado nuevamente ministro de Marina y Aviación, formando parte sucesivamente del gabinete Prado, de junio a noviembre de 1933; del gabinete Riva Agüero, de noviembre de 1933 a mayo de 1934; del gabinete Rey de Castro, de mayo a diciembre de 1934; y del gabinete Arenas, de diciembre de 1934 a mayo de 1935.  Ejerció también como comandante general de la Escuadra (1937) y jefe de Estado Mayor General de Marina (1940).
En 1941 fue acreditado como comisionado naval en Estados Unidos. En 1943 fue nombrado miembro del Consejo Superior de Marina.
Presidió el Consejo de Guerra en el juicio seguido a los marineros que se sublevaron el 3 de octubre de 1948, en las postrimerías del gobierno de José Luis Bustamante y Rivero.
En 1949 fue ascendido a vicealmirante y en 1950 fue nombrado inspector general de Marina y jefe de Estado Mayor General de Marina. En 1953 pasó al retiro.